# لوگوسه
لوگوسه (به لاتین: Luguse) یک منطقهٔ مسکونی در استونی است که در دهستان کاینا واقع شده‌است.